# Mouche paon
Genre
Espèce
La mouche paon (Callopistromyia annulipes) est une espèce de mouche à ailes à motifs du genre Callopistromyia, de la famille des Ulidiidae. Originaire d'Amérique du Nord, on la trouve désormais  en Allemagne, Italie, Suisse et depuis 2016 en Slovaquie. Des exemplaires ont été trouvés en 2021 en France (Drôme et Seine et Marne). Vu le 23 juin 2025 dans le nord Isère , légalement le 9 août 2025 en Ardèche et le 17 août en Franche-Comté.  
Leur taille est d'environ 4mm.

## Comportement
Les femelles et les mâles posent et paradent sur du bois putréfié avec leurs ailes en position verticale et vers l'avant, évoquant une ressemblance avec la roue des paons, encore davantage de par des reflets bleutés. 